# Léo Coelho
Leonardo Henriques Coelho, meglio noto come Léo Coelho (Rio de Janeiro, 17 maggio 1993), è un calciatore brasiliano, difensore del Peñarol.

## Caratteristiche tecniche
È un difensore centrale.

## Carriera
Cresciuto nel settore giovanile del Nacional-SP, ha militato nelle divisioni inferiori del calcio brasiliano fino al 2019, quando è approdato in Uruguay firmando con il Fénix. Ha debuttato in Primera División Profesional il 17 agosto seguente disputando l'incontro perso 1-0 contro il Plaza Colonia.

## Palmarès

### Club

#### Competizioni nazionali
- Campionato uruguaiano: 2

Nacional: 2022
Peñarol: 2024